# Nuthin' but a 'G' Thang
«Nuthin' but a 'G' Thang» — пісня американського репера Dr. Dre за участю Snoop Dogg, випущена 19 січня 1993 року як перший сингл з дебютного студійного альбому Dr. Dre The Chronic. 20 березня 1993 року він посів 2 місце в чарті Billboard Hot 100. Сингл також посів 1 місце в чарті Hot R&B/Hip-Hop Singles & Tracks, а також посів 31 місце у Великобританії. Режисером кліпу виступив сам Dr. Dre. 
Ця пісня була обрана Залою слави рок-н-ролу як одна з 500 пісень, які сформували рок-н-рол. Журнал XXL назвав її найкращою хіп-хоп піснею десятиліття. У 2003 році вона посіла 419 місце в списку 500 найкращих пісень усіх часів журналу Rolling Stone, і піднялась на 29 місце в оновленому 2021 році. Журнал Q назвав її 24-ю найкращою піснею в стилі хіп-хоп усіх часів. У вересні 2010 року Pitchfork поставив її на 3 місце в своєму списку 200 найкращих треків 90-х.
«Nuthin' but a 'G' Thang» також увійшла до саундтреку відеогри Grand Theft Auto: San Andreas 2004 року, де грала на ігровій радіостанції Radio Los Santos.

## Історія створення
Dr. Dre сказав, що познайомився зі Снуп Доггом, коли той був у в'язниці. Warren G приніс йому касету зі Снуп Доггом. Він послухав, і сказав: «Вау, я повинен зустрітися з ним». Після зустрічі зі Снупом він вирішив створити «Nuthin' but a 'G' Thang», пісню, над якою він працював, і попросив Снуп Догга додати до неї вокал. Снуп Догг, перебуваючи у в'язниці, записав оригінальну версію вокалу пісні на телефон.

## Музичне відео
МУзичне відео на «Nuthin' but a 'G' Thang» зняв сам Dr. Dre. У ньому показано, як Дре приїжджає в Лонг-Біч, Каліфорнія, щоб забрати Снупа та піти на вечірку. Приїхавши на вечірку, вони виконують перші куплети з приготуванням барбекю та грою у волейбол поруч. Ті-Дабб, оригінальний учасник реп-групи Foesum з Лонг-Біч, стягує бікіні з дівчини, оголюючи її груди. Для наступних куплетів вони заходять у будинок. Невелика послідовність подій показує снобістську тусовщицю, принижену тим, що її бризкають солодовим лікером. Відео закінчується тим, що Дре підвозить Снупа до його будинку, а Снуп, хитаючись, йде по під’їзній доріжці. 
Кліп піддався жорсткій цензурі збоку MTV за оголене тіло, атрибути для наркотиків, Уоррена Джі з марихуаною, захищені авторським правом логотипи, кепкою Chicago White Sox і екранним текстом. У відео знялося багато артистів, зокрема The D.O.C., Warren G, Daz Dillinger, Kurupt, RBX і Suga Free.

## Список композицій
| - 1992 CD-сингл 1. "Nuthin' But a "G" Thang" (Radio Mix) – 3:56 2. "Nuthin' But a "G" Thang" (LP Version) – 3:58 3. "Nuthin' But a "G" Thang" (Instrumental) – 4:06 4. "Nuthin' But a "G" Thang" (Club Mix) – 4:38 5. "Nuthin' But a "G" Thang" (Vibe Instrumental) – 4:30 6. "Nuthin' But a "G" Thang" (Freestyle Remix) – 4:11 - 1994 CD-сингл 1. "Nuthin' But a "G" Thang" (Radio Mix) – 3:56 2. "Let Me Ride" (Radio Mix) – 4:22 3. "Nuthin' But a "G" Thang" (Club Mix) – 4:38 4. "Let Me Ride" (Extended Club Mix) – 11:01 - 1992 12" вініл 1. "Nuthin' But a "G" Thang" (Radio Mix) – 3:56 2. "Nuthin' But a "G" Thang" (LP Version) – 3:58 3. "Nuthin' But a "G" Thang" (Instrumental) – 4:06 4. "A Nigga Witta Gun" – 3:56 5. "Nuthin' But a "G" Thang" (Club Mix) – 4:38 6. "Nuthin' But a "G" Thang" (Freestyle Remix) – 4:11 | - 1994 UK 12" вініл 1. "Let Me Ride" (Radio Mix) – 4:22 2. "Let Me Ride" (Extended Club Mix) – 11:01 3. "Nuthin' But a "G" Thang" (Freestyle Remix) – 4:11 - 1994 US 12" вініл 1. "Nuthin' But a "G" Thang" (Radio Mix) – 3:56 2. "Nuthin' But a "G" Thang" (Red Eye Mix) – 4:25 3. "Nuthin' But a "G" Thang" (Club Mix) – 4:38 4. "Let Me Ride" (Radio Mix) – 4:22 |

## Чарти
| Чарт (1993)                             | Пікова позиція |
| --------------------------------------- | -------------- |
| Австралія (ARIA)                        | 63             |
| Європа (European Dance Radio)           | 14             |
| Нова Зеландія (RIANZ)                   | 39             |
| Велика Британія (UK Singles Chart)      | 31             |
| UK Dance (Music Week)                   | 5              |
| UK Club Chart (Music Week)              | 69             |
| США (Billboard Hot 100)                 | 2              |
| США (Hot Dance Club Songs) (Billboard)  | 22             |
| 3                                       |                |
| США (Hot R&B/Hip-Hop Songs) (Billboard) | 1              |
| США (Rap Songs) (Billboard)             | 1              |
| США (Rhythmic) (Billboard)              | 2              |

| Чарт (2022)          | Пікова позиція |
| -------------------- | -------------- |
| Billboard Global 200 | 150            |

| Чарт (1993)                           | Позиція |
| ------------------------------------- | ------- |
| США Billboard Hot 100                 | 11      |
| США Hot R&B/Hip-Hop Songs (Billboard) | 11      |

| Чарт (1990–99)        | Позиція |
| --------------------- | ------- |
| США Billboard Hot 100 | 95      |